# آناستازیا پوزدنیاکوا
آناستازیا پوزدنیاکوا (روسی: Анастасия Юрьевна Позднякова؛ زادهٔ ۱۱ دسامبر ۱۹۸۵) ورزشکار شیرجه اهل روسیه است.
وی در مسابقات کشوری و بین‌المللی در مجموع برندهٔ ۱ مدال طلا، ۲ مدال نقره، ۲ مدال برنز شده‌است.